# Masanobu Kanō
Masanobu Kanō (jap. 狩野正信 Kanō Masanobu; ur. 1434, zm. 2 sierpnia 1530 w Kioto) – japoński malarz, uczeń Shūbuna i Sōtana. Założyciel szkoły Kanō. Przez wiele pokoleń reprezentowała ona oficjalny styl świątyń zen, przywódców wojskowych i kolejnych siogunów. Masanobu łączył w swoich pracach tematykę japońską i chińską. Wykorzystując wzorce chińskie, tworzył pejzaże, obrazy o tematyce buddyjskiej, portrety.

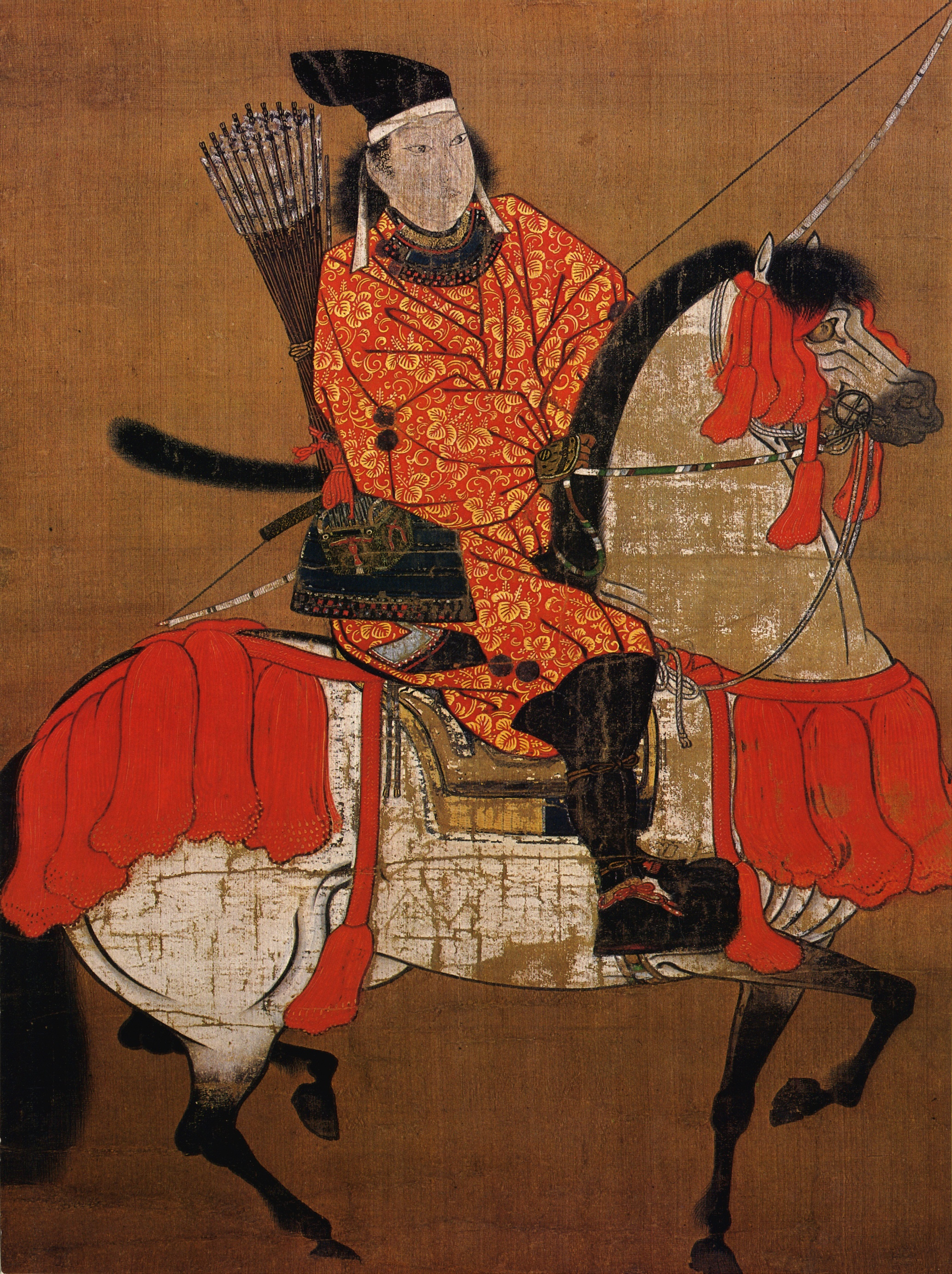
Masanobu Kanō, Portret Yoshihisy Ashikagi (fragment)

Pozostawał w służbie u sioguna Yoshimasy Ashikagi (1436-1490), któremu zdobił rezydencję na wzgórzu Higashiyama (Ginkaku-ji).
Masanobu był ojcem Motonobu Kanō.